# Sultanat de Bidar

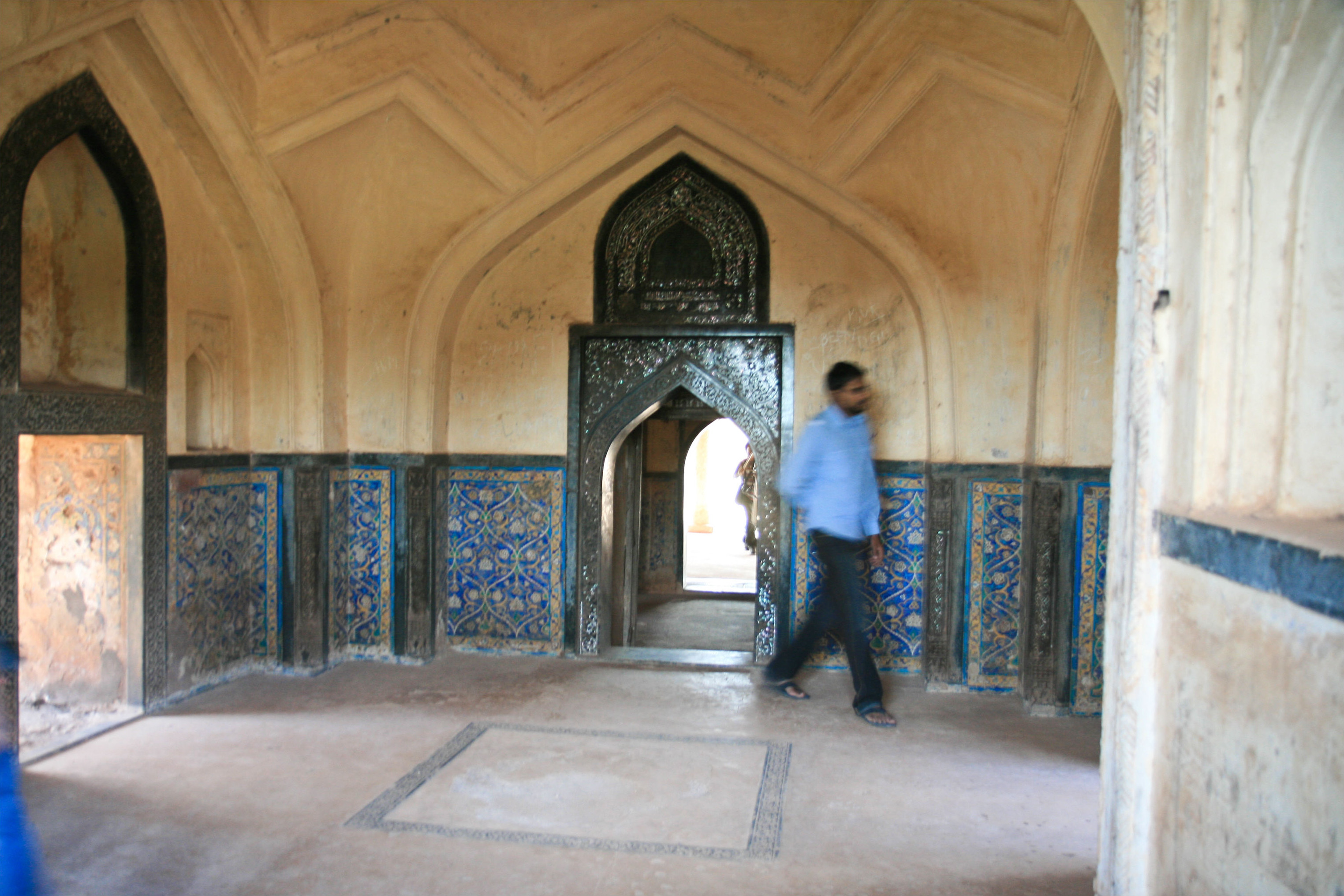
Interior del Rangin Mahal al Fort de Bidar, construït per Ali Barid Xah

El sultanat de Bidar fou un estat de l'Índia que va existir entre 1492 i 1619.
Bidar, identificada amb l'antiga Vidharba, va pertànyer als chalukya de Kalyan (segles X a XII) i després als kakatiyes de Warangal als que el 1332 la va conquerir Ulugh Khan que després va agafar el nom de Muhammad ibn Tughluk. No en va gaudir gaires anys i el 1347 el governador fou derrotat per un amir-i sadah (comandant de 100 pobles) de nom Zafar Khan que va esdevenir el primer sobirà de la dinastia Bahmànida amb el nom d'Ala al-Din Hasan Bahman Shah.
Sota els bahmànides fou una de les quatre capitals provincials. La seva província portava el mateix nom que la capital. El vuitè rei bahmànida Firuz Shah va traslladar la capital de Gulbarga a Bidar. A la mort del wazir bahmànida Mahmud Gawan (1481) la dinastia va entrar en decadència mentre va ascendir el poder del ministre (kotwal) Kasim Barid que va fundar la dinastia barídida o baridxàhida.
Els baridxàhides foren una dinastia fundada pel turc Kasim Barid, antic esclau de Muhammad Shah III (13è sobirà bahmànida). Kasim Barid va arribar a kotwal sota el rei Mahmud Xa i a la mort del visir Malik Hasan Nizam al-Mulk prengué el càrrec de primer ministre; va intentar lluitar contra els vassalls bahmànides que s'havien fet virtualment independents a Bijapur, Ahmanadgar i Golkonda. Va morir a la seva capital Bidar el 1504 i va tenir com a successor al seu fill Amir Barid sota el qual el darrer sultà bahmànida Kalim Allah va fugir (1527) i Amir Barid va esdevenir sobirà.
Es va haver d'enfrontar a Adil Xa de Bijapur que va arribar a ocupar Bidar després d'expulsar a Amir, que més tard la va recuperar; després que Bidapur ocupés també les fortaleses de Kandahar i Lalyani, Amir Barid va intentar establir la sobirania sobre petits vassalls, però va fracassar; va morir el 1543 i el va succeir Ali Barid.
A partir del 1492, mort el visir Malik Hasan Nizam al-Mulk, Kasim Barid va agafar el càrrec de primer ministre i des de llavors cal considerar establert el sultanat barishàdida de Bidar, tot i que nominalment el poder es va exercir a través de reis bahmànides titelles fins vers el 1545. Va intentar lluitar contra els vassalls bahmànides que s'havien fet virtualment independents a Bidjapur, Ahmanadgar i Golconda. Va morir a la seva capital Bidar el 1504 i va tenir com a successor al seu fill Amir Barid sota el qual el darrer sultà bahmànida Kalim Allah va fugir (1527) i Amir Barid va esdevenir sobirà de facto sense títol.
Es va haver d'enfrontar a Adil Shah de Bidjapur que va arribar a ocupar Bidar després d'expulsar a Amir, que més tard la va recuperar; després que Bidjapur ocupés també les fortaleses de Kandahar i Lalyani, Amir Barid va intentar establir la sobirania sobre petits vassalls, però va fracassar; va morir el 1543 i el va succeir Ali Barid que fou el primer que va agafar el títol de shah (xa = rei), potser a la mort de Kalim Allah, però feia servir generalment el de malik.
Ali Barid fou el primer que va agafar el títol de xa (rei) però feia servir generalment el de malik. Va formar una coalició amb altres estats, coalició que va derrotar a Rama Raya, regent de Vijayanagar el 1565 a la batalla de Talikot. Va morir el 1579 i els seus successor ja van entrar en decadència. A la mort de Kasim II (1591) el va succeir el seu fill menor Mirza Alí Barid que tot seguit fou derrocat per un parent de nom Amir Barid que va governar fins al 1600 quan va pujar al tron el seu parent Mirza Alí Barid III amb el qual va acabar la dinastia el 1619 quan Bidar fou annexionat a Bijapur.
El 1656 va passar a l'Imperi Mogul i el 1724 als dominis del Nizam al-Mulk (governador del Dècan, després nizam de Hayderabad).

## Llista de sultans i reis
- Kasim Barid I 1489 - 1504
- Amir Barid I 1504 - 1543 (fill)
- Ali Barid I 1543 - 1579 (fill)
- Ibrahim Barid 1579 - 1587 (fill)
- Kasim Barid II 1587 - 1591 (germà)
- Ali Barid II 1591 (fill)
- Amir Barid II 1591 - 1600
- Ali Barid III 1600 - 1619